# 106-й отдельный истребительно-противотанковый дивизион (1-го формирования)
106-й отдельный истребительно-противотанковый дивизион (106 оиптдн) — формирование (воинская часть) артиллерии Вооружённых сил СССР в Великой Отечественной войне.

## История
С марта 1940 года 106-й противотанковый дивизион в составе 23-й стрелковой дивизии.

### Место дислокации
- Харьков

#### Передислоцировано
Железнодорожным транспортом по маршруту Витебск, Гомель, Могилёв, Полоцк.

В Полоцке выгрузились из поезда. Нам сказали — идём освобождать Прибалтику. Семнадцатого июня выдали боевые снаряды, патроны к винтовкам, и мы пошли к границе.

Наш дивизион единственный в дивизии был на мехтяге. Остальные, гаубичные, полки — на конной. В дивизионе было восемнадцать орудий, тягачи «комсомольцы» со скоростью до сорока километров в час.

Дивизион шёл первым, и мы первые входили в Латвию. Подъезжаем к пограничному шлагбауму — у него какая-то заминка, мы даже слезали в кюветы. Потом шлагбаум поднялся, и мы двинулись дальше на Двинск, Даугавпилс — по-латышски. Километров за двенадцать до города народ вышел нам навстречу. Плачут, целуют, лезут на танкетки, бросают цветы, пакеты с конфетами, пряниками. На мосту через Даугаву — не протиснуться.— И. В. Новожилов «Год рождения — 21-й.» (О начальном периоде войны)
- Даугавпилс

##### 17 июня1941 года
Начал передислокацию в составе дивизии в район Козлова Руда, двигаясь только по ночам, днём маскируясь в лесах.

##### 21 июня1941 года
Вечером дивизион прибыл за Мариамполь, в шестидесяти километрах от государственной границы.

##### 22 июня1941 год
Двадцать второго июня, где-то в половине четвёртого мы проснулись от гула авиационных моторов. Мощный, прерывистый гул: У-у-у… Только рассветало, стоял туман.

Я говорю: «Ребята, не наши самолёты». Слышим далекие взрывы. Это бомбили Каунас.

Через полчаса нас подняли по тревоге. Выступает командир дивизиона капитан Потлань: «У многих из нас тревожное состояние. Это наша авиация проводит учения». И мы пошли по палаткам. Но уже не спали.

В семь часов подъём. Я в трусах забежал в ручей по яйца и чищу зубы, полотенце на шее. Вдруг боевая тревога: «Та-та-та!».
Оделся. На мне ещё лычки младшего сержанта: приказ на младшего лейтенанта не пришёл.

Приехал майор, встал на зарядный ящик: «Фашистская Германия объявила нам войну». Нам выдали карабины, пополнили зарядные ящики бронебойными снарядами. У всех большой подъём — разгромим! Получили команду вернуться за Мариамполь и занять оборону по обе стороны дороги Пруссия — Каунас. Окопались, ждали танки.

Весь день 22-го простояли здесь.— И. В. Новожилов «Год рождения — 21-й.» (О начальном периоде войны)

##### 23 июня1941 год
Утром выяснилось, что дивизия была обойдена с флангов. Дивизион был вынужден отступить на шестьдесят километров к Каунасу, и далее на восток, занял оборону в 17 километрах восточнее города.

## Командир дивизиона
- Капитан Позный Дмитрий Трофимович

## Вооружение
Основное вооружение:
- 18 единиц 45-мм пушек
- 18 тягачей «Комсомолец»